# Saint-Jouan-des-Guérets
Saint-Jouan-des-Guérets (tiếng Breton: Sant-Yowan-an-Havreg) là một xã của tỉnh Ille-et-Vilaine, thuộc vùng Bretagne, miền tây bắc nước Pháp.

## Dân số
Người dân ở Saint-Jouan-des-Guérets được gọi là Jouannais.
| Năm | 1962 | 1968 | 1975 | 1982 | 1990 | 1999 |
| --- | ---- | ---- | ---- | ---- | ---- | ---- |
| Dân số | 1023 | 1025 | 1236 | 1406 | 2221 | 2484 |
| From the year 1962 on: No double counting—residents of multiple communes (e.g. students and military personnel) are counted only once. |      |      |      |      |      |      |